# Sikträsket, Norrbotten
Sikträsket är en sjö i Älvsbyns kommun i Norrbotten och ingår i Piteälvens huvudavrinningsområde. Sjön har en area på 0,134 kvadratkilometer och ligger 213,2 meter över havet. Sikträsket ligger i Piteälven Natura 2000-område. Sjön avvattnas av vattendraget Sarvasbäcken.

## Delavrinningsområde
Sikträsket ingår i det delavrinningsområde (729388-170606) som SMHI kallar för Mynnar i Vistån. Medelhöjden är 297 meter över havet och ytan är 29,98 kvadratkilometer. Det finns inga avrinningsområden uppströms utan avrinningsområdet är högsta punkten. Sarvasbäcken som avvattnar avrinningsområdet har biflödesordning 3, vilket innebär att vattnet flödar genom totalt 3 vattendrag innan det når havet efter 110 kilometer. Avrinningsområdet består mestadels av skog (86 procent). Avrinningsområdet har 0,42 kvadratkilometer vattenytor vilket ger det en sjöprocent på 1,4 procent.